# Z. obala Dugog otoka
Z. obala Dugog otoka este o arie protejată (sit de importanță comunitară — SCI) din Croația întinsă pe o suprafață de 663 ha, integral marine.

## Localizare
Centrul sitului Z. obala Dugog otoka este situat la coordonatele 44°00′07″N 15°01′59″E / 44.002051°N 15.033154°E.

## Înființare
Situl Z. obala Dugog otoka a fost declarat sit de importanță comunitară în iulie 2013 pentru a proteja un număr necunoscut de specii din flora spontană și fauna sălbatică aflate în arealul zonei.

## Biodiversitate
Situată în ecoregiunea marină mediteraneană, aria protejată conține 2 habitate naturale: Peșteri marine scufundate complet sau parțial, Recifuri.
La baza desemnării sitului se află un număr nedeclarat de specii protejate.